# Pseudapis anatolica
Pseudapis anatolica là một loài Hymenoptera trong họ Halictidae. Loài này được Warncke mô tả khoa học năm 1976.